# Santa Creu de Palou
Santa Creu de Palou o Ermita de Santa Creu és una església romànica situada als afores del poble de Mura (Bages). És una obra inclosa en l'Inventari del Patrimoni Arquitectònic de Catalunya.

## Descripció
Església d'una sola nau de planta rectangular, amb absis semicircular. Cal distingir dues etapes constructives: l'absis, que correspon al segle xi, i la nau, ja de la segona meitat del segle xii.
L'absis presenta la típica decoració romànica: nou arcs cecs delimitats a la part superior per una cornisa i agrupades en tres sèries de bandes llombardes. Al centre de l'absis hi ha una finestra que a la part de fora té forma rectangular i interiorment de mig punt. Aquesta part presenta una coberta de volta de quart d'esfera.
La volta de canó de la nau es troba actualment esfondrada. L'aparell de l'absis és més irregular que el de la nau, el qual està ben disposat en fileres. L'edifici fou reestructurat modernament: s'amplià la nau i s'obriren dues capelles prop de l'absis. L'estat de conservació és de total abandó i deteriorament.

## Història

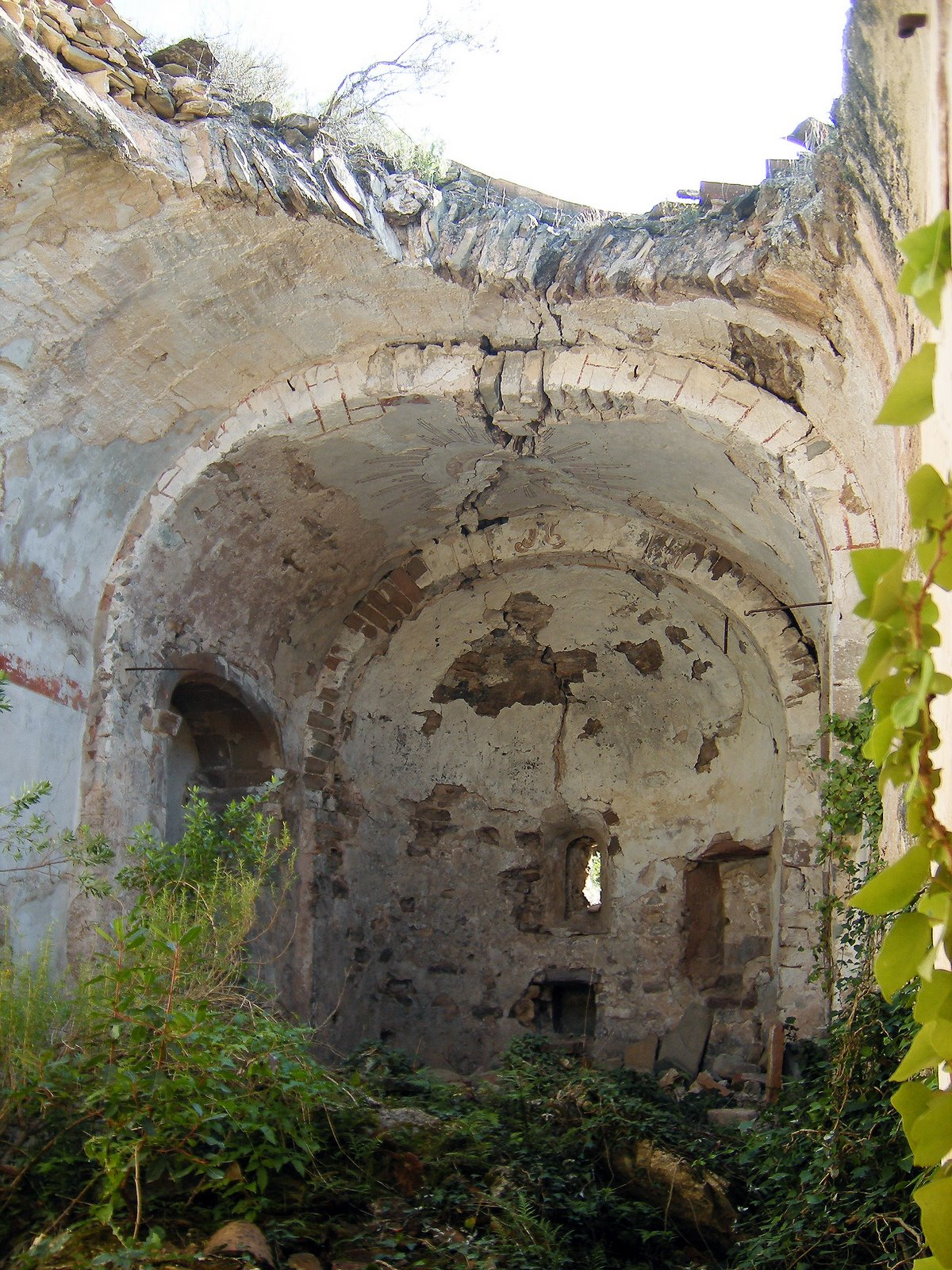
L'interior esfondrat

Aquesta església apareix citada el 1225 com a parròquia de Santa Creu, sense especificar el lloc concret, però al sortir junt amb béns a Rocafort, es reforça la possibilitat que es tracti de la de Palou. En canvi, el 1285 s'esmenta com a Santa Creu de Mura. La funció parroquial la degué perdre aviat, ja que en les llistes del bisbat posteriors a la meitat del segle xiv no hi apareix esmentada, mentre que si ho fa com a sufragània en els segles xvi i xvii. Aquesta església es trobava dins l'antic terme del castell de Mura, al lloc de Palou o el Farell.
Les cases que feien més ús de l'església i del cementiri, actualment profanat, eren les del Puget, de Puigdoure, de Mata-rodona i del Farell, abans conegut amb el nom de la Pineda.

## Llegenda
S'explica que quan el rector de Mura visitava els feligresos dels masos del Farell, Putget, Puigdoure i Matarrodona, de la parròquia de Santa Creu de Palou, es feia dur en una cadira portàtil anomenada baiard. Aquesta cadira era traginada per dos mossos del poble que per culpa de les seves entremaliadures rebien el correctiu de ser els portadors dels quilos del rector. En una d'aquestes visites, els dos xicots estaven especialment enfadats amb el mossén i es van posar d'acord per tal de donar-li un escarment. En passar pel vessant pendent, estret i rocós d'un turó, els dos xicots van "ensopegar" i van estimbar cadira i rector cingle avall. Des de llavors que aquest lloc és anomenat el turó del Malpàs.